# Serafina Sforza
Serafina Sforza, nata Sveva da Montefeltro (Urbino, 1434 – Pesaro, 8 settembre 1478), fu moglie di Alessandro Sforza, signore di Pesaro, e poi religiosa e badessa del monastero delle clarisse del Corpus Christi; il suo culto come beata fu confermato da papa Benedetto XIV nel 1754.

## Biografia
Figlia di Guidantonio da Montefeltro, conte di Urbino, e della sua seconda moglie Caterina Colonna, nipote di papa Martino V, il 9 gennaio 1448 si sposò per procura con Alessandro Sforza, signore di Pesaro: gli sposi si incontrarono solo il 1º settembre successivo.
Ad Alessandro non diede figli. Data l'assenza prolungata del marito per le guerre, Sveva curò l'educazione dei figli di primo letto di Alessandro, Battista e Costanzo, e governò Pesaro nei periodi in cui il marito era assente per i suoi impegni militari.
Dovette tuttavia subire numerose violenze e umiliazioni da parte di Alessandro, il quale, lontano da casa per lungo tempo, credette alle voci di una possibile congiura da parte della moglie per affidare di nuovo la signoria di Pesaro ai Malatesta. Sveva fu così costretta dal marito ad abbracciare la vita religiosa ed entrare fra le Clarisse del monastero del Corpus Christi di Pesaro: dopo aver ottenuta la necessaria dispensa da papa Callisto III, fece la sua professione religiosa alla fine di agosto del 1457, prendendo il nome di suor Serafina.
Nel 1475 diventò badessa del convento e tre anni dopo morì.

## Culto
Morì in concetto di santità: il culto popolarmente tributatole sin dalla morte fu confermato da papa Benedetto XIV, che il 17 luglio 1754 ne ascrisse il nome nel catalogo dei beati. Il suo corpo, riesumato alcuni anni dopo la morte, fu ritrovato incorrotto, ed è preservato nella Cattedrale di Pesaro.
Il suo elogio si legge nel Martirologio romano all'8 settembre.

## Ascendenza
|                            |                 |                      | Genitori                 |  |  | Nonni |  |  | Bisnonni                   |  |  | Trisnonni            |  |
|                            |                 |                      |                          |  |  |       |  |  | Federico II da Montefeltro |  |  | Nolfo da Montefeltro |  |
|                            |                 |                      |                          |  |  |       |  |  | Federico II da Montefeltro |  |  | Nolfo da Montefeltro |  |
|                            |                 | Margherita Gabrielli |                          |  |  |       |  |  | Federico II da Montefeltro |  |  |                      |  |
| Antonio II da Montefeltro  |                 |                      |                          |  |  |       |  |  | Federico II da Montefeltro |  |  |                      |  |
|                            |                 | Teodora Gonzaga      | Ugolino Gonzaga          |  |  |       |  |  |                            |  |  |                      |  |
|                            |                 | Teodora Gonzaga      | Ugolino Gonzaga          |  |  |       |  |  |                            |  |  |                      |  |
|                            |                 | Teodora Gonzaga      | Emilia della Gherardesca |  |  |       |  |  |                            |  |  |                      |  |
| Guidantonio da Montefeltro |                 | Teodora Gonzaga      |                          |  |  |       |  |  |                            |  |  |                      |  |
|                            |                 | ?                    | ?                        |  |  |       |  |  |                            |  |  |                      |  |
|                            |                 | ?                    | ?                        |  |  |       |  |  |                            |  |  |                      |  |
|                            |                 | ?                    | ?                        |  |  |       |  |  |                            |  |  |                      |  |
| Agnesina di Vico           |                 | ?                    |                          |  |  |       |  |  |                            |  |  |                      |  |
|                            |                 | ?                    | ?                        |  |  |       |  |  |                            |  |  |                      |  |
|                            |                 | ?                    | ?                        |  |  |       |  |  |                            |  |  |                      |  |
|                            |                 | ?                    | ?                        |  |  |       |  |  |                            |  |  |                      |  |
| Serafina Sforza            |                 | ?                    |                          |  |  |       |  |  |                            |  |  |                      |  |
|                            | Agapito Colonna | Pietro Colonna       |                          |  |  |       |  |  |                            |  |  |                      |  |
|                            | Agapito Colonna | Pietro Colonna       |                          |  |  |       |  |  |                            |  |  |                      |  |
|                            | Agapito Colonna | Letizia Conti        |                          |  |  |       |  |  |                            |  |  |                      |  |
| Lorenzo Onofrio Colonna    | Agapito Colonna |                      |                          |  |  |       |  |  |                            |  |  |                      |  |
|                            |                 | Caterina Conti       | Giovanni Conti           |  |  |       |  |  |                            |  |  |                      |  |
|                            |                 | Caterina Conti       | Giovanni Conti           |  |  |       |  |  |                            |  |  |                      |  |
|                            |                 | Caterina Conti       | Margherita Colonna       |  |  |       |  |  |                            |  |  |                      |  |
| Caterina Colonna           |                 | Caterina Conti       |                          |  |  |       |  |  |                            |  |  |                      |  |
|                            |                 | Jacobello Caetani    | ?                        |  |  |       |  |  |                            |  |  |                      |  |
|                            |                 | Jacobello Caetani    | ?                        |  |  |       |  |  |                            |  |  |                      |  |
|                            |                 | Jacobello Caetani    | ?                        |  |  |       |  |  |                            |  |  |                      |  |
| Sveva Caetani              |                 | Jacobello Caetani    |                          |  |  |       |  |  |                            |  |  |                      |  |
|                            |                 | ?                    | ?                        |  |  |       |  |  |                            |  |  |                      |  |
|                            |                 | ?                    | ?                        |  |  |       |  |  |                            |  |  |                      |  |
|                            |                 | ?                    | ?                        |  |  |       |  |  |                            |  |  |                      |  |
|                            |                 | ?                    |                          |  |  |       |  |  |                            |  |  |                      |  |